# Kjell Ingolf Ropstad
Kjell Ingolf Ropstad (ur. 1 czerwca 1985 w m. Arendal) – norweski polityk, od 2019 do 2021 lider Chrześcijańskiej Partii Ludowej (Kristelig Folkeparti), parlamentarzysta i minister.

## Życiorys
W latach 2005–2012 odbył studia licencjackie z prawa i ekonomii. Był radnym gminy Evje og Hornnes (2003–2007) oraz regionu Aust-Agder (2003–2009). Działacz norweskich chadeków, był wiceprzewodniczącym (2005–2007) i przewodniczącym (2007–2010) KrFU, organizacji młodzieżowej tej partii.
W latach 2005–2009 pełnił funkcję zastępcy poselskiego. W wyborach w 2009 po raz pierwszy uzyskał mandat deputowanego do Stortingu. Z powodzeniem ubiegał się o reelekcję w wyborach w 2013, 2017 i 2021. W 2017 został wiceprzewodniczącym Chrześcijańskiej Partii Ludowej.
W styczniu 2019 dołączył do gabinetu Erny Solberg, obejmując w nim urząd ministra do spraw dzieci i rodziny. W kwietniu tego samego roku został nowym przewodniczącym chadeków. We wrześniu 2021, po kontrowersjach dotyczących uzyskania służbowego mieszkania, złożył rezygnację ze stanowisk ministra i przewodniczącego partii; zakończył pełnienie tych funkcji w tym samym miesiącu.